# Song für Mia
Song für Mia ist ein deutscher Fernsehfilm der Regisseurin Mira Thiel aus dem Jahr 2019. Das Drama entstand nach einem Drehbuch der Autoren Alexander Dydyna, Peer Klehmet und Friederich Oetker und basiert auf dem schwedischen Spielfilm Ego (2013) von Lisa James Larsson. Der Film handelt von dem Münchner Nachwuchssänger Sebbe, gespielt von Tim Oliver Schultz, der nach einem Unfall sein Augenlicht verliert und dabei Bekanntschaft mit der unscheinbaren Pflegerin Mia macht, die ihm mit ihrer lebensbejahenden Art aus der Depression hilft. Neben Schultz traten unter anderem Paula Kalenberg, Angela Roy, Daniel Friedrich, Max von Thun und Sophie von Kessel vor die Kamera.

## Handlung
Mittzwanziger Sebastian, einziger Spross wohlhabender Eltern, gestaltet sich sein Leben, wie es ihm gefällt: Anstatt ernsthafte Karriereambitionen zu verfolgen, träumt er von einem Durchbruch als Sänger und jobbt tagsüber in einer Modeboutique. Seine Abende verbringt er mit seinen Freunden Erik und Finn in der Münchner Clubszene, wo sich das Trio ausschweifend mit Alkohol und Frauen vergnügt. Als der Musikproduzent Jens Meinholdt Sebastian eines Abends zufällig auf einer Toilette beim Mitsingen belauscht, bietet er ihm einen Plattenvertrag bei seinem Label an. Sebastian sieht endlich seine Chance auf den großen Durchbruch gekommen, doch als er auf dem Heimweg mit der Stirn gegen ein Baustellenschild läuft, erblindet er schlagartig. Im Krankenhaus diagnostiziert die behandelte Ärztin Dr. Michels ein durch den Aufprall geplatztes Aneurysma in Sebastians Kopf, welches seinen Sehnerv dauerhaft beschädigt hat.
In seiner Not sieht er sich gezwungen, vorerst zu seinen Eltern zu ziehen, die sich liebevoll, aber vergebens um ihren Sohn kümmern. Dieser versinkt immer mehr in einer Depression und weist jegliches Angebot auf Unterstützung von sich. Mutter Annelie und Vater Gabriel gelingt es schließlich, die 24-jährige Bewerberin Mia für seine Betreuung zu engagieren. Die unkonventionelle Optimistin hat wenig mit den Frauen aus Sebastians bisherigem Leben gemein, schafft es nach anfänglicher Zurückweisung durch ihre lebensbejahende Art jedoch, ihm eine andere Perspektive und neuen Lebensmut zu vermitteln. Auf einer gemeinsamen Reise nach Teneriffa kommen die beiden sich näher. Mia, die sein Faible für englischsprachigen Dance-Pop alles andere als teilt, ermutigt Sebastian erstmals dazu, ein Lied zu verfassen, das ihm wirklich aus der Seele spricht – und dies auf Deutsch. Als er ihr den Song von einer Gitarre begleitet am Lagerfeuer präsentiert, filmt Mia ihn bei seinem Vortrag und lädt das Video heimlich auf ein Videoportal im Internet hoch. Dort avanciert „der süßeste Blinde ever“ schnell zu einem viralen Hit.
Zuhause erfährt Sebastian von seinen Eltern, dass er durch eine Operation sein Augenlicht wiedererlangen kann. Er entscheidet sich für den komplizierten Eingriff und gewinnt kurze Zeit später seine Sehfähigkeit zurück. Mia, die fürchtet, optisch nicht seiner Idealvorstellung zu entsprechen, bemüht sich nach Ende ihrer Anstellung weiterhin um eine Beziehung zu ihm, doch Sebastian, der umgehend an sein altes Leben anknüpfen will, stellt fest, dass sie nun kaum mehr zueinander passen, und geht auf Distanz. Meinholdt bietet ihm unterdessen an, seine Musikkarriere wieder voranzutreiben, doch als Sebastian unter seinem Künstlernamen „Sebbe“ bei einem Showcase seine erste Single präsentieren will, kehren seine Sehprobleme zurück und er muss den Auftritt abbrechen. Kurze Zeit später erfährt er, dass die Operation nur vorübergehend seine Sehfähigkeit erhalten kann und er in absehbarer Zeit wieder erblinden wird. Als er Mia daraufhin kontaktiert, offenbart diese ihm, dass sie drauf und dran ist, den von ihr lange geplanten Roadtrip durch die USA anzutreten, und seiner Einladung, seinem nächsten Auftritt beizuwohnen, nicht nachkommen kann. Spontan fasst er sich ein Herz und sucht sie in ihrer Wohnung auf, um sie zu seinem Gig abzuholen. Dort präsentiert er statt seiner ursprünglich geplanten Single schließlich den gemeinsam verfassten „Song für Mia“, bevor sie gemeinsam nach Übersee reisen.

## Hintergrund
Song für Mia basiert auf dem schwedischen Spielfilm Ego der Regisseurin Lisa James Larsson aus dem Jahr 2013. Der Spielfilm ist eine Produktion der Constantin Television und wurde von Fritz Wildfeuer und Oetker realisiert. Für das Drehbuch zeichneten Alexander Dydyna, Peer Klehment und Friederich Oetker nach Larsons Vorlage verantwortlich. Die Redaktion lag bei Sascha Schwingel. Die Dreharbeiten zu der ARD-Degeto-Auftragsproduktion wurden am 14. November 2017 in München und Umgebung aufgenommen und endeten am 15. Dezember 2017 auf der kanarischen Insel Teneriffa.

## Kritiken
„Vor zehn Jahren hätte Kostja Ullmann die männliche Hauptrolle gespielt; der Film wäre fürs Kino entstanden und später bei ProSieben gelaufen“, urteilte Tilmann P. Gangloff in seiner Rezension für die Frankfurter Rundschau. Die Geschichte lebe „vom Kontrast zwischen der herzensguten Mia und dem eitlen Sebbe“ und obwohl es nicht schwer fiele, „Ansatzpunkte für Kritik zu finden, zumal der Film stellenweise kräftig kitschig ist“, liege es in erster Linie an den beiden Hauptdarstellern, „dass der Film trotz aller Einwände Spaß macht“: „Paula Kalenberg hat nicht viel Mühe, sich als Gegenentwurf zum verbitterten Sebbe zu profilieren, macht das aber wie gewohnt sehr natürlich und sympathisch; außerdem setzt sie mit scheinbar spielerischer Leichtigkeit die komischen Akzente. Schultz wiederum ist perfekt als Hedonist ohne Tiefgang“.

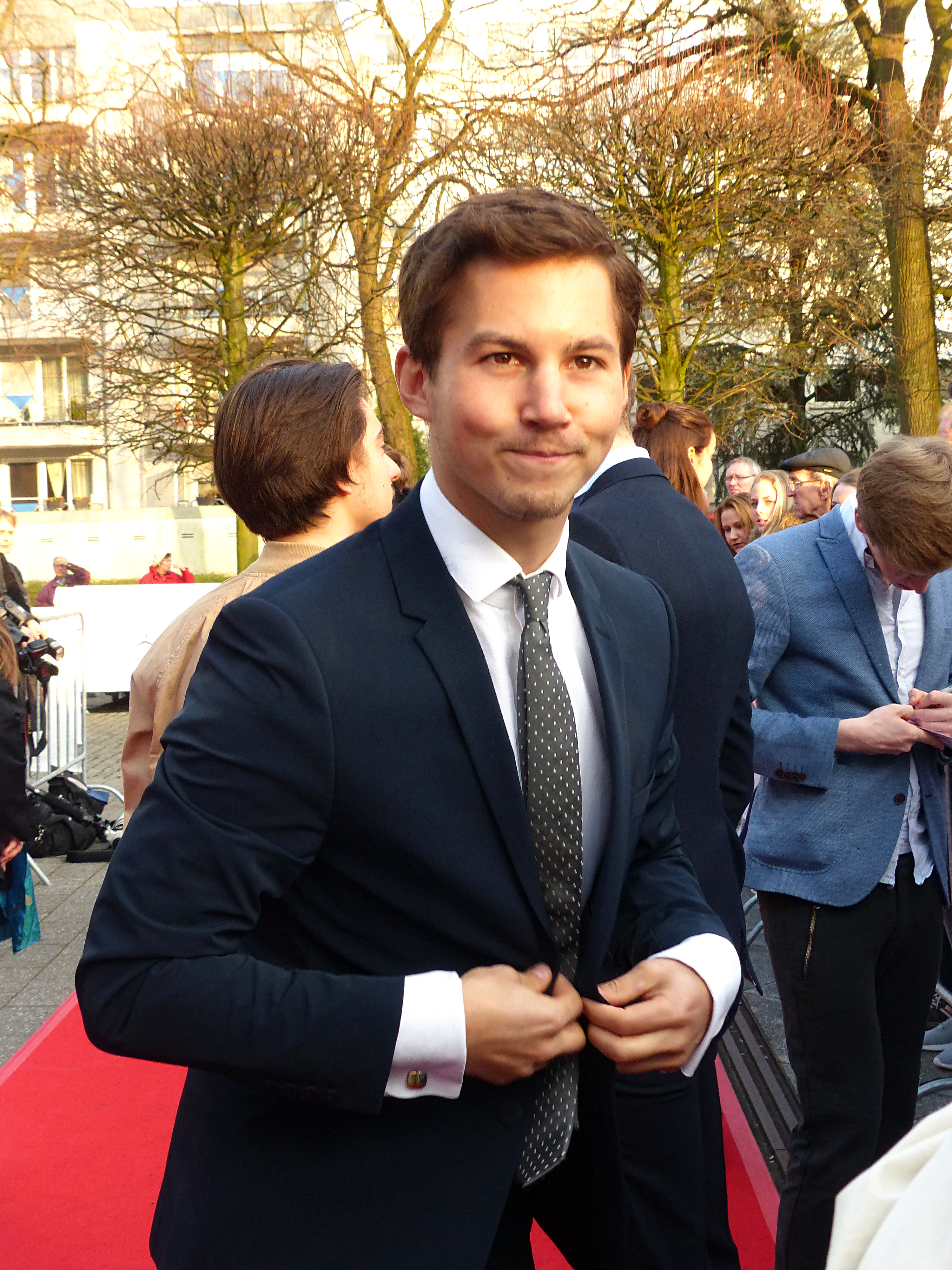
Hauptdarsteller Tim Oliver Schultz erntete vorwiegend positive Kritiken für sein Spiel im Film.

Anja Rützel von Spiegel Online befand, dass das Erste mit dem Spielfilm „schwere Kitsch-Geschütze“ auffahre. „Dass die Geschichte von Song für Mia so holzschnitthaft aus dem Kitschausmalbuch übernommen scheint, grämt einen umso mehr, weil die beiden wirklich guten Hauptdarsteller unbedingt einen weniger vorhersehbaren Plot verdient hätten“. Tim Oliver Schultz drehe „mit seinem rasenden Zornblinden genau im richtigen Moment den Saft ab, bevor die Übertreibung zu viel wird“, während Paula Kalenberg „ihre freundliche, aber wehrhafte Mia gut dosiert, ohne in offensichtlich lauernde und übertrieben tapsige Hübsches-Mädchen-spielt-hässliches-Entlein-Manöver abzurutschen“.
Die Redaktion der Berliner Morgenpost bezeichnete Song für Mia als „leichte Unterhaltung mit Tiefgang – das war wohl das Ziel, das die Regisseurin verfolgte. Trotz einiger guten Kameraeinstellungen bleibt der Film jedoch zu sehr an der Oberfläche. Ein bisschen zu märchenhaft, ein bisschen zu viel Kitsch.“ Dabei sei das Drama ein „Bekenntnis zur Liebesgeschichte, aber auch zum Klischee“. Der „Kontrast zwischen der herzensguten Mia und dem eitlen Sebbe wirkt sofort zu stereotyp“, doch „dank einer sensiblen Regie wirkt die Geschichte im Verlauf immer weniger platt“.
Maximilian Haase deklarierte die Produktion in seiner Rezension für die Fernsehzeitschrift Prisma als einen „Film so seicht wie ein Popsong“. Er befand, dass die romantische Komödie „trotz hochtalentierter Hauptdarsteller [...] nicht gerade zum Hit, sondern eher zum butterweichen Wohlfühl-Geklimper“ mutiere. Der Film bewege „sich zwischen lustig-philosophischen Ansätzen, wirklich guten Gags und jener Art von dumpfer Pop-Songschreiber-Null-Musik, die zur Genüge in den Charts grassiert und als deep verkauft wird. Damit macht die sonst durchaus unterhaltsame RomCom Song für Mia denselben Fehler, den sie vorgibt zu kritisieren“.
Quotenmeter-Redakteur Martin Seng bezeichnete den Spielfilm als Konglomerat anderer bekannter Filme, darunter Ziemlich beste Freunde (2011), Ein ganzes halbes Jahr (2016) und A Star Is Born (2018). Gerade die Verbindung zwischen Pflegerin und Patient „sei inszenatorisch ein sehr dankbares Thema, da man eine Vielzahl von emotionalen Tönen anschlagen kann. Leider wird Song für Mia dieser Aufgabe nicht immer gerecht, obwohl der Film in seinen knapp neunzig Minuten auch durchaus positive Ansätze“ aufzeige. Wirklich kreativ sei „die Prämisse, sowie der Film letztendlich nicht. Dennoch ist Song für Mia unterhaltsam und trifft oftmals die richtigen Töne, auch wenn die kitschigen und klischeehaften Komponenten zu stark zu hören sind. Als zeitweilig kurzer Song ist die Romanze also durchaus gebrauchbar, als lang anhaltende Ballade jedoch nicht“.

## Erfolg
Song für Mia feierte am 16. Februar 2019 in der Hauptsendezeit im Ersten Erstausstrahlung. Mit 2,34 Millionen Zuschauern und 7,7 Prozent Marktanteil lagen die Quoten beim Gesamtpublikum unter Senderschnitt. In der werberelevanten Zielgruppe der 14- bis 49-Jährigen schalteten 0,59 Millionen Zuseher ein; dies hatte einen Marktanteil von 6,8 Prozent zur Folge.